# Шаховской, Василий Фёдорович Адаш
Князь Василий Фёдорович Шаховской по прозванию Адаш — сын боярский и воевода во времена правления Ивана IV Васильевича Грозного.
Из княжеского рода Шаховские. Младший сын князя Фёдора Александровича Шаховского, упомянутого в 1544 году головою в Государевом полку в Казанском походе и пожалованного поместьем в Торопце. Имел братьев, князей: московского сына боярского Данилу Фёдоровича по прозванию «Чулок» и князя Ивана Фёдоровича по прозванию «Семейка».

## Биография
В октябре 1551 года написан сороковым в третью статью московских детей боярских. В 1555—1556 годах первый воевода в Василь-городе. В сентябре 1558 года второй воевода в Путивле, где был у городового строения. В 1561 году упомянут помещиком Деревской пятины.

## Семья
От брака с неизвестной имел детей:
- Князь Шаховской Афанасий Васильевич по прозванию «Ксень» — в 1606 году записан в дворянах Торопецкой десятни.
- Князь Шаховской Иван Васильевич по прозванию «Улан» — в 1606 году записан в дворянах Торопецкой десятни.
- Князь Шаховской Григорий Васильевич.